# Waga musza
Waga musza – kategoria wagowa zawodników sportów walki oraz sztangistów.

## Informacje
Waga musza występuje przede wszystkim w sportach walki. W boksie czy w MMA została zunifikowana przez największe federacje, w przeciwieństwie do kick-boxingu, gdzie nie ma zunifikowanych kategorii i limity wagowe zależą głównie od danej federacji czy związku sportowego, w jakim zostały ustalone.
Limity wagowe zmieniały się na przestrzeni lat w poszczególnych sportach i aktualnie wyglądają następująco: 
- Boks – do 50,8 kg (-112 lb)[1][2]
- Boks tajski – ok. 50,8 kg (112 lb)[3]
- Kick-boxing[4]:
  - ISKA – do 53,5 kg (-117 lb)[5]
  - WAKO – do 54,5 kg (-120,1 lb)[6]
  - WKN – do 53,5 kg (-117,9 lb)[7]
- MMA – do 56,7 kg (125 lb)[8]
- Podnoszenie ciężarów – 55 kg (kobiety 45 kg)[9]